# Atlantotlos
Atlantotlos is een geslacht van kreeftachtigen uit de klasse van de Malacostraca (hogere kreeftachtigen).

## Soort
- Atlantotlos rhombifer Doflein, 1904